# (2297) Daghestan
(2297) Daghestan ist ein Asteroid des äußeren Hauptgürtels, der von dem sowjetischen Astronomen Nikolai Tschernych am 1. September 1978 am Krim-Observatorium in Nautschnyj (IAU-Code 095) entdeckt wurde.
Unbestätigte Sichtungen des Asteroiden hatte es vorher schon mehrere gegeben: im März 1931 (1931 EJ) an der Landessternwarte Heidelberg-Königstuhl, am 26. April 1954 (1954 HL) an der Königlichen Sternwarte von Belgien in Uccle, im Oktober 1956 (1956 TF und 1956 UP) und 8. März 1959 (1959 EG) am Goethe-Link-Observatorium in Indiana, am 20. April 1971 (1971 HF), Januar 1975 (1975 AP) und April 1976 (1976 GD) am Krim-Observatorium in Nautschnyj sowie am 18. Juni 1977 am neuseeländischen Mt John University Observatory.
Der mittlere Durchmesser von (2297) Daghestan wurde mit 26,579 (± 0,161) km bestimmt. Die Oberfläche ist mit einer Albedo von aufgerundet 0,09 relativ dunkel, vergleichbar mit der Albedo des Merkur. Man geht bei (2297) Daghestan von einer Rotationsperiode von knapp 8 Stunden aus. Dieser Wert beruht auf einer Untersuchung der Lichtkurve durch James Brinsfield am 36-cm-Schmidt-Cassegrain-Teleskop des Via-Capote-Observatoriums in Thousand Oaks, Kalifornien vom 8. bis 24. April 2010, welche frühere, provisorischere Beobachtungen von Raoul Behrend und René Roy an der Sternwarte Genf bestätigte.
Der Asteroid gehört der Themis-Familie an, einer Gruppe von Asteroiden, die nach (24) Themis benannt wurde. Die zeitlosen (nichtoskulierenden) Bahnelemente von (2297) Daghestan sind fast identisch mit denjenigen der beiden mit einem mittleren Durchmesser von knapp 8 und circa 4,5 km kleineren Asteroiden (33264) 1998 HM56 und (198736) 2005 EB28.
(2297) Daghestan wurde am 1. Januar 1981 nach der Dagestanischen ASSR benannt, einer autonomen Sowjetrepublik in Kaukasien.